# Kanton Monclar
Der Kanton Monclar war bis 2015 ein französischer Wahlkreis im Arrondissement Villeneuve-sur-Lot, im Département Lot-et-Garonne und in der Region Aquitanien; sein Hauptort war Monclar, Vertreter im Generalrat des Départements war zuletzt von 2008 bis 2015 Pierre-Jean Fougeyrollas. 
Der Kanton war 144,70 km² groß und hatte 4249 Einwohner (Stand 2012). 
Der Kanton umfasste Wahlberechtigte aus folgenden neun Gemeinden:
| Gemeinde                  | Einwohner Jahr | Fläche km² | Bevölkerungsdichte | Postleitzahl | Code INSEE |
| ------------------------- | -------------- | ---------- | ------------------ | ------------ | ---------- |
| Fongrave                  | 630 (2013)     | –          | – Einw./km²        | 47260        | 47099      |
| Monclar                   | 846 (2013)     | –          | – Einw./km²        | 47380        | 47173      |
| Montastruc                | 287 (2013)     | –          | – Einw./km²        | 47380        | 47182      |
| Pinel-Hauterive           | 542 (2013)     | –          | – Einw./km²        | 47380        | 47206      |
| Saint-Étienne-de-Fougères | 847 (2013)     | –          | – Einw./km²        | 47380        | 47239      |
| Saint-Pastour             | 400 (2013)     | –          | – Einw./km²        | 47290        | 47265      |
| Tombebœuf                 | 467 (2013)     | –          | – Einw./km²        | 47380        | 47309      |
| Tourtrès                  | 144 (2013)     | –          | – Einw./km²        | 47380        | 47313      |
| Villebramar               | 104 (2013)     | –          | – Einw./km²        | 47380        | 47319      |